# إبراهيم غاري
إبراهيم غاري (بالفرنسية: Ibrahim Gary)‏ هو لاعب كاراتيه فرنسي، ولد في 22 أكتوبر 1985 في أرجنتوي في فرنسا.

## وصلات خارجية
- إبراهيم غاري على موقع KarateRec.com (الإنجليزية)